# Polystichum fuentesii
Polystichum fuentesii ist eine vermutlich ausgestorbene Farnart aus der Gattung der Schildfarne (Polystichum) innerhalb der Familie der Wurmfarngewächse (Dryopteridaceae). Sie war eine von vier auf der Osterinsel endemischen Farnarten. Entdeckt wurde sie von Professor Francisco Fuentes, Botaniker am Liceo de La Serena und späterer Leiter der botanischen Abteilung am Naturhistorischen Museum in Santiago de Chile, der mit der Expedition des Deutsch-Chilenen Dr. Walter Knoche am 13. April 1911  auf die Osterinsel kam.

## Merkmale
Polystichum fuentesii erreichte eine Wuchshöhe von 40 bis 50 Zentimetern. Die zweifiederigen, eiförmig-lanzettlichen, dreieckigen Farnwedel waren 33 Zentimeter lang und 16 bis 17 Zentimeter breit. Die Spitze war gefiedert. Die Rhachis war schimmernd, rinnig und mit gelbbraunen Schuppen bedeckt. An der Basis waren die Wedel eiförmig-lanzettlich und gezähnt-gefranst. Die Wedelstiele waren 23 Zentimeter lang und 3 Zentimeter breit. Es gab zahlreiche 10 bis 18 mm lange und 7 bis 8 mm breite linear-lanzettliche Fiederblättchen, die an der Basis schräg keilförmig waren. Auf der der Hauptachse zugekehrten Seite waren dünne schuppige Stellen zu erkennen. Die sichtbaren Adern waren ein- bis sechsfach gegabelt. Es gab drei bis sechs Sori auf jeder Seite der Hauptachse. Die zerschlitzt-bewimperten Indusien waren unregelmäßig gerandet und hatten einen Durchmesser von 1,2 mm.

## Status
Polystichum fuentesii ist nur aus einer Sammlung von der Typuslokalität im Jahre 1911 bekannt. Bei späteren Expeditionen konnte die Art nicht mehr wiederentdeckt werden, so dass ihr Aussterben für wahrscheinlich gehalten wird.